# (10680) Ermakov
(10680) Ermakov est un astéroïde de la ceinture principale.

## Description
(10680) Ermakov est un astéroïde de la ceinture principale. Il fut découvert le 25 juin 1979 à l'Observatoire de Siding Spring par Eleanor Francis Helin et Schelte J. Bus. Il présente une orbite caractérisée par un demi-grand axe de 2,28 UA, une excentricité de 0,14 et une inclinaison de 3,9° par rapport à l'écliptique.